# Taj Mahal (álbum musical)
Taj Mahal é o álbum de estreia de blues do americano Taj Mahal.

## Lista de faixas
1. "Leaving Trunk" (Sleepy John Estes) – 4:51
2. "Statesboro Blues" (Blind Willie McTell) – 2:59
3. "Checkin' Up on My Baby" (Sonny Boy Williamson) – 4:55
4. "Everybody's Got to Change Sometime" (Estes) – 2:57
5. "EZ Rider" (Taj Mahal) – 3:04
6. "Dust My Broom" (Robert Johnson) – 2:39
7. "Diving Duck Blues" (Estes) – 2:42
8. "The Celebrated Walkin' Blues" (Tradicional) – 8:52

## Pessoal
- Ryland P. Cooder - guitarra rítmica e bandolim;
- Bill Boatman - guitarra rítmica;
- James Thomas - baixo;
- Christopher (Topher) Sisson - guitarra de nylon;
- Gary Gilmore - baixo;
- Sanford Konikoff - bateria;
- Charles Blackwell - bateria;
- Jessie Edwin Davis - guitarra solo;
- Taj Mahal - guitarra, arranjos, vocais, slide guitar, gaita.

Técnico
- Raphael Valentin, Roy Halee - engenheiro;
- Ron Coro - design;
- Guy Webster - fotografia.